# Овінген
Овінген (нім. Owingen) — громада в Німеччині, знаходиться в землі Баден-Вюртемберг. Підпорядковується адміністративному округу Тюбінген. Входить до складу району Бодензе.
Площа — 36,73 км2. Населення становить 4523 ос. (станом на 31 грудня 2020).